# Frank Sinclair
Frank Mohammed Sinclair (Lambeth, 3 december 1971) is een Engels betaald voetballer van Jamaicaanse afkomst die bij voorkeur in de verdediging speelt. Hij verruilde in 2009 Lincoln City FC voor Wrexham AFC. In 1998 debuteerde hij in het Jamaicaans voetbalelftal, waarvoor hij meer dan 25 interlands speelde.

## Erelijst
Chelsea
- FA Cup

1997